# Phare de Grundkallen
Le phare de Grundkallen (en suédois : Grundkallens fyr) est un phare en mer  situé dans le Golfe de Botnie, appartenant à la commune d'Östhammar, dans le Comté d'Uppsala (Suède).

## Histoire
Le phare se situe à environ 20 km au nord-est d'Öregrund. Il a été construit en 1961 pour remplacer un ancien bateau-phare stationnant à cet endroit.
C'est une tour ronde en béton avec un hélipad sur le dessus et le quartier technique de deux étages dans le fond. Le phare, propriété de l' administration maritime suédoise, est automatisé et non habité.

## Description
Le phare  est une tour en béton armé de 34 mètres de haut montée sur une fondation immergée. La tour est peinte en rouge et la partie du caisson en noir. Il émet, à une hauteur focale de 32 mètres, trois longs éclats blanc, rouge et vert selon différents secteurs toutes les 20 secondes. Sa portée nominale est de 9 milles nautiques (environ 17 km).
Identifiant : ARLHS : SWE-024 ; SV-2187 - Amirauté : C6285 - NGA : 10028 .

### Lien connexe
- Liste des phares de Suède